# Surazomus sturmi
Surazomus sturmi är en spindeldjursart som beskrevs av Paul Reddell och James Cokendolpher 1995. Surazomus sturmi ingår i släktet Surazomus och familjen Hubbardiidae. Inga underarter finns listade i Catalogue of Life.